# Bialauszczyna
Bialauszczyna (biał. Бяляўшчына; ros. Белявщина, Bielawszczina) – wieś na Białorusi, w obwodzie mohylewskim, w rejonie mohylewskim, w sielsowiecie Wiendaraż. W 2009 roku liczyła 33 mieszkańców. 

## Historia
Miejscowość pojawia się w źródłach po raz pierwszy w XVIII wieku. W 1777 roku wzmiankowana była pod nazwą Bialajeuszczyna jako wieś należąca do ujezdu mohylewskiego w guberni mohylewskiej. W 1785 roku opisywana jako część majątku Żurawiec z 14 gospodarstwami i 99 mieszkańcami. W 1862 roku dwóch właścicieli rozporządzało 161 dziesięcinami ziemi we wsi. Według spisu powszechnego w 1897 roku w miejscowości znajdowały się 4 gospodarstwa, w których zamieszkiwało łącznie 31 osób. Folwark Bialauszczyna obejmował również 4 gospodarstwa i liczył 25 mieszańców. Wieś i folwark należały wówczas do wołości Wiendaraż w ujeździe mohylewskim. W 1909 roku wieś obejmowała 5 gospodarstw i liczyła 30 mieszkańców, natomiast w skład folwarku wchodziły 3 gospodarstwa, w których zamieszkiwało łącznie 20 osób. W lipcu 1924 roku Bialauszczyna została włączona do rejonu mohylewskiego w okręgu mohylewskim (do 1930 roku), od 1938 roku w obwodzie mohylewskim. W 1926 roku miejscowość liczyła 66 mieszkańców i znajdowało się w niej 8 gospodarstw. W 1931 roku zorganizowano we wsi kołchoz. W czasie II wojny światowej, od lipca 1941 roku do 27 czerwca 1944 roku miejscowość znajdowała się pod okupacją niemiecką. W 1990 roku wieś wchodziła w skład sowchozu Wiendaraż i liczyła 49 mieszkańców w 25 gospodarstwach.